# Douwe Bob

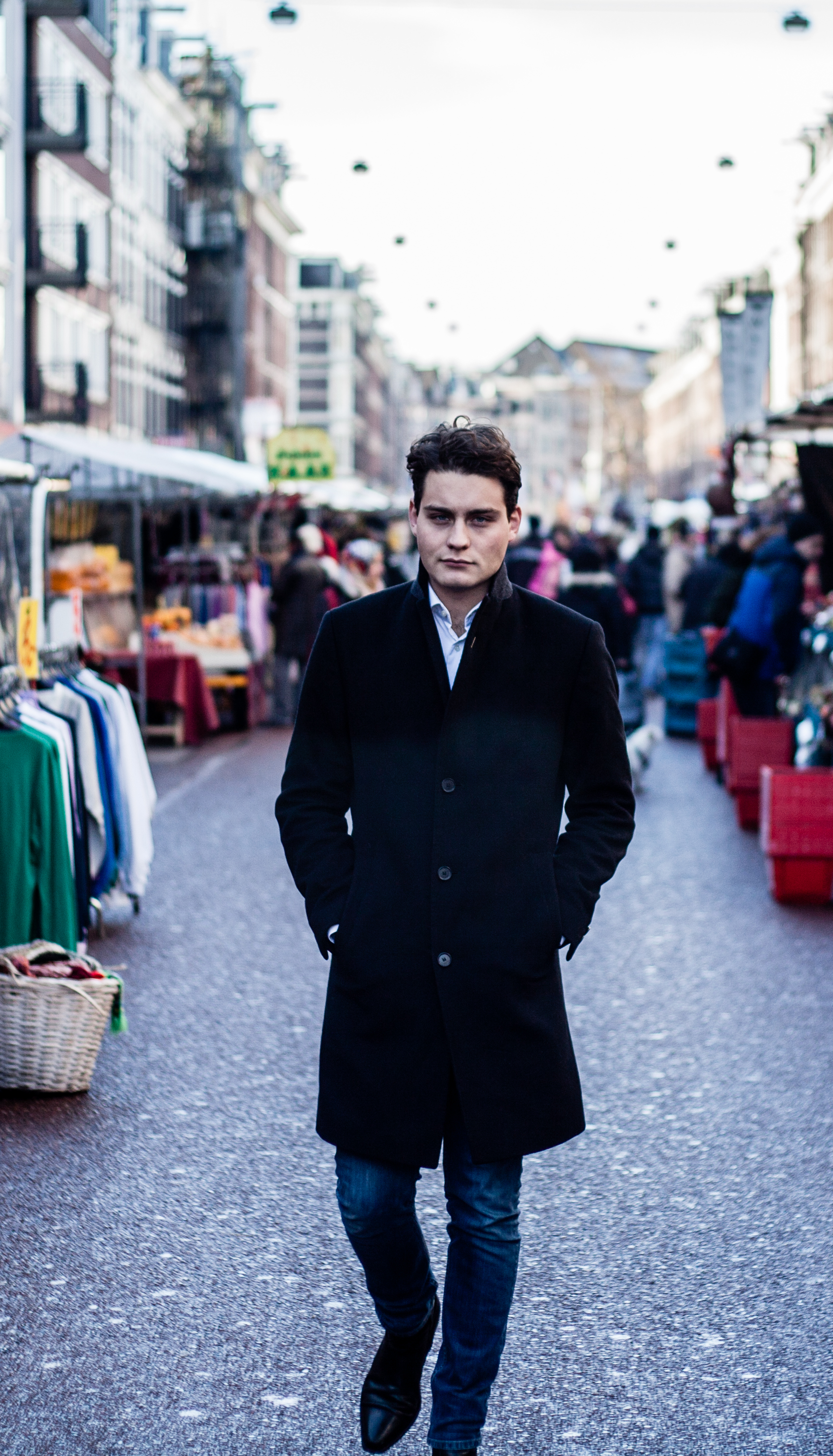
Douwe Bob i december 2015.

Douwe Bob Posthuma, född 12 december 1992 i Amsterdam, mer känd som Douwe Bob, är en nederländsk sångare.

## Eurovision
Den 22 september 2015 meddelades det att Douwe Bob blivit utvald internt av AVROTROS till att representera Nederländerna i Eurovision Song Contest 2016 i Stockholm. Hans bidrag "Slow Down" presenterades den 4 mars 2016.
Han framförde bidraget i den första semifinalen i Globen den 10 maj 2016 och kom vidare till finalen 14 maj 2016. I finalen slutade hans bidrag på 11:e plats med 153 poäng.

## Diskografi

### Album
- 2013 - Born In a Storm
- 2015 - Pass It On
- 2016 - Fool Bar

### Singlar
- 2012 - "Multicoloured Angels"
- 2013 - "Blind Man's Bluff"
- 2013 - "Stone Into the River"
- 2013 - "You Don't Have to Stay"
- 2014 - "Mine Again"
- 2015 - "Hold Me"
- 2016 - "Slow Down"